# Hawaii (1966)
Hawaii é um filme estadunidense de 1966, do gênero drama épico, dirigido por George Roy Hill, baseado em episódios romanceados da história do Havaí. Em 1970 foi filmada a sequência, The Hawaiians.

## Sinopse
Nos anos de 1820, um príncipe havaiano estudante inspira dois de seus colegas da Universidade de Yale a viajarem para sua terra, como missionários calvinistas. Como só podem ser aceitos para essa incumbência se forem casados, o estudante Abner Hale é apresentado a jovem Jerusha. Ela ama um capitão de navio a quem não vê há dois anos, mas aceita se tornar esposa do estudante, que se ordena reverendo.
Ao chegarem às ilhas, o choque cultural é grande, com o casal inglês, e principalmente o reverendo, se opondo a muitos costumes dos nativos. Estes, liderados pela Rainha Malama, apesar de ameaçados com o inferno pelo reverendo furioso, continuam com sua atitude pacífica, generosa mas firme com os estrangeiros. Mas os nativos sabem que seu modo de vida está com os dias contados.

## Elenco
- Julie Andrews..... Jerusha Bromley Hale
- Max von Sydow.... Abner Hale
- Jocelyne LaGarde.... rainha Malama
- Gene Hackman.... reverendo John Whipple
- Richard Harris.... Rafer Hoxworth
- Carroll O'Connor.... Charles Bromley

## Principais prêmios e indicações
Oscar (EUA)
- Indicado nas categorias de melhor fotografia colorida, melhor atriz coadjuvante (Jocelyne LaGarde), melhor figurino, melhores efeitos visuais, melhor trilha sonora, melhor canção original e melhor som.

Globo de Ouro (EUA)
- Venceu nas categorias de melho atriz coadjuvante (Jocelyne LaGarde) e melhor canção original (Elmer Bernstein)
- Indicado na categoria de melhor ator de cinema (Max von Sydow).